# Teodor Szandarowski
Teodor Szandarowski (Szandorowski) herbu Sas – pułkownik wojsk królewskich, rotmistrz pancerny u Czarnieckiego, skarbnik bracławski.
Postać jest wymieniona u Henryka Sienkiewicza w trylogii Potop jako rotmistrz jazdy u Dymitra Wiśniowieckiego.

Podczas potopu szwedzkiego w Rudniku nad Sanem w 1656, zaatakował na plebanii doborowy oddział Szwedów, z którym odpoczywał król Karol Gustaw. Po ciężkiej walce królowi udało się zbiec z okrążenia. Historię tę opisuje Wespazjan Kochowski : 

Zaledwie król szwedzki  zdążył wstać od stołu, gdy Szandrowski, namiestnik Dymitra Wiśniowieckiego, nagle przypadłszy na czele chorągwi, uderzył na tych, którzy skupili się wokół plebanii, przy czym, nie wiedział, że król znajduje się w środku.

 Wspomina go również Jan Chryzostom Pasek w swoich Pamiętnikach pod rokiem 1671.
Uczestnik bitwy pod Warką 7 czerwca 1656 roku. Uczestnik kampanii na Ukrainie w roku 1660, dowodził w armii koronnej chorągwią husarii (60 koni).